# Fengwan
Fengwan (kinesiska: 枫湾) är en köping i sydöstra Kina. Den ligger i stadsdistriktet Qujiang i staden Shaoguan i provinsen Guangdong,  omkring 190 kilometer norr om provinshuvudstaden Guangzhou. Antalet invånare är 12 088. Befolkningen består av 5 872 kvinnor och 6 216 män. Barn under 15 år utgör 17,0 %, vuxna 15-64 år 69 %, och äldre över 65 år 13,0 %.